# الصبيان لا يبكون (فلم)
الصبيان لا يبكون (بالإنجليزية: Boys Don't Cry) هو فيلم دراما رومانسية أُنتج في الولايات المتحدة وصدر في سنة 1999.

## طاقم التمثيل
- هيلاري سوانك
- كلوي سيفاني
- بيتر سارسجارد

### ترشيحات وجوائز
| السنة | الحدث | الفئة             | النتيجة  |
| ----- | ----- | ----------------- | -------- |
|       |       | أوسكار أحسن ممثلة | فـــــوز |

## الميزانية والإيرادات
بلغت تكلفة إنتاج الفيلم حوالي مليوني دولار بينما حقق أرباحا تقدر بـ 11,533,945 دولار.

## وصلات خارجية
- مقالات تستعمل روابط فنية بلا صلة مع ويكي بيانات